# یو وون-چول
یو وون-چول (انگلیسی: Yoo Won-chul؛ زادهٔ ۲۰ ژوئیهٔ ۱۹۸۴) ژیمناست هنری اهل کره جنوبی است.